# Plan de Ayala

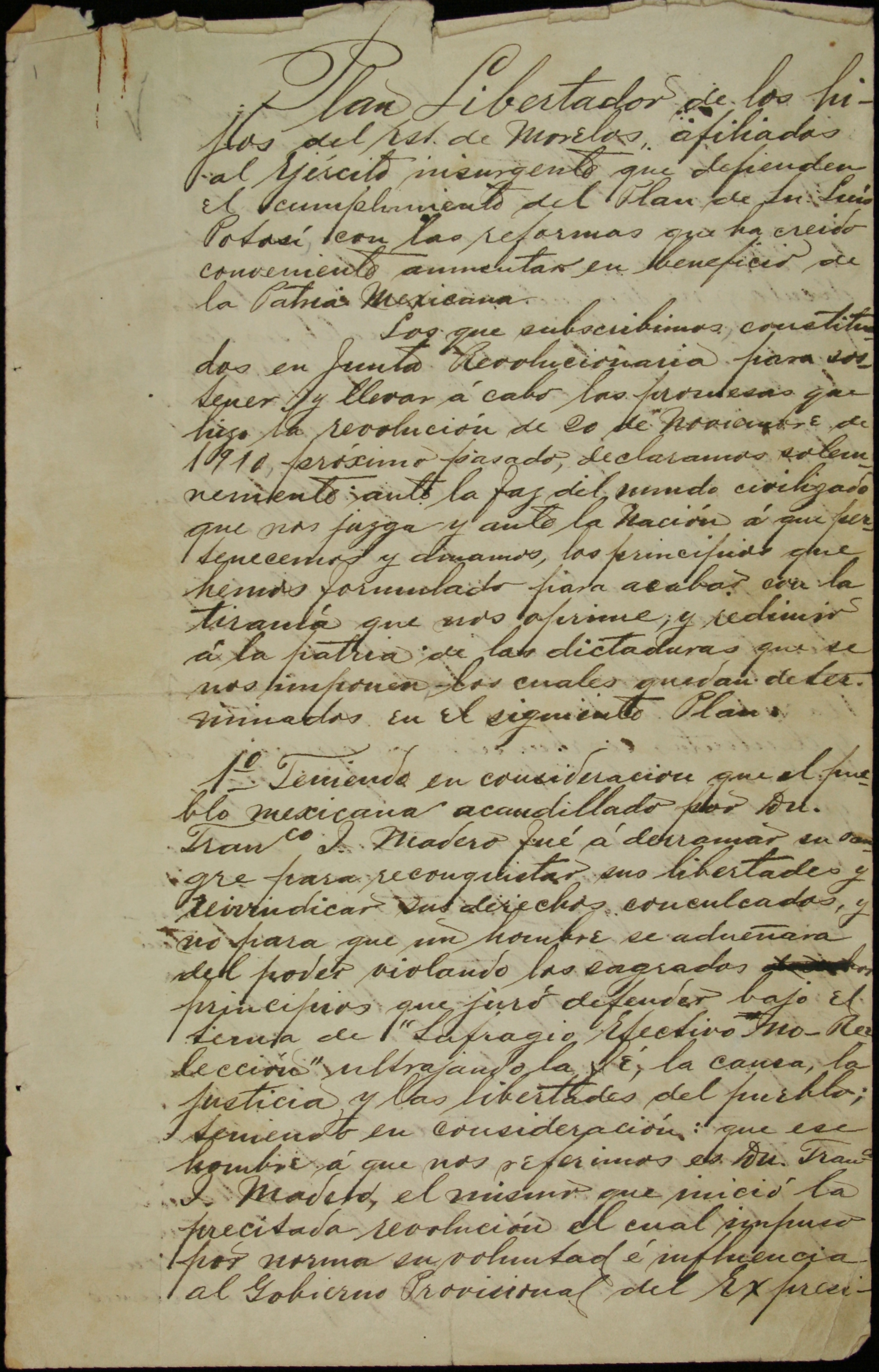
Unos de los manuscritos del plan de Ayala.

El plan de Ayala fue un manifiesto promulgado el 28 de noviembre de 1911, en el marco de la Revolución mexicana, por el cual el jefe revolucionario mexicano Emiliano Zapata desconoció al iniciador de la Revolución, el entonces presidente Francisco I. Madero, a quien acusó de traicionar las causas campesinas. Redactado por Emiliano Zapata y Otilio Montaño, el plan fue publicado el 15 de diciembre de 1911 en el periódico Diario del Hogar, concluyendo con el lema «Libertad, Justicia y Ley». Según el historiador John Womack Jr., el plan de Ayala representaba para los zapatistas «mucho más que un programa de acción, casi una Sagrada Escritura».
El nombre del manifiesto se debe a que fue promulgado en Ayala, en el estado mexicano de Morelos.
En el plan de Ayala, los zapatistas llaman a las armas para restituir la propiedad de las tierras a los campesinos, pues se sostiene que las tierras le habían sido arrebatadas al pueblo por caciques, hacendados y terratenientes, y deben ser devueltas a sus dueños originarios. Por ello, el plan sostiene que los campesinos deben presentar sus títulos de propiedad, los cuales en su mayoría eran de tipo comunal y se originaban en el virreinato; estos títulos habían sido declarados sin valor bajo las condiciones de la Ley Lerdo (1856), que formaba parte de las Leyes de Reforma, por lo que había sido fácil —legalmente hablando— el despojo de tierras que los comuneros no trabajaban.
Cuando Victoriano Huerta asumió el poder ejecutivo gracias a un golpe de Estado tras asesinar a Madero en 1913, Pascual Orozco se unió al usurpador. Zapata, indignado por la conducta de Orozco, el 30 de mayo de 1913 hizo reformas al plan de Ayala, en las cuales ahora desconocía a Huerta como presidente y declaraba a Orozco traidor a la Revolución (de hecho, Zapata fusiló al padre de Orozco, al mismo tiempo que rechazó la propuesta que le hacía Orozco cuando trataron de convencer al caudillo del sur de que se uniera a Huerta), tomando el mando de las tropas adheridas a dicho plan Emiliano Zapata, quien declaró que no descansaría hasta que ambos traidores fueran derrotados y que los ideales del plan de Ayala se hicieran realidad.